# Åsa Ekberg
Åsa Kristina Ekberg, född 16 mars 1962 i Kinna, i Västergötland är en svensk skådespelare.
Ekberg utexaminerades från Statens scenskola i Malmö 1983. Efter studierna har hon varit engagerad vid Teater Västernorrland, Kronobergsteatern, Västerbottensteatern, Länsteatern i Örebro, Riksteatern och Unga Riks.
Idag är hon konstnärlig ledare för teaterverksamheten på Estrad Norr.

## Filmografi
- 1983 – Polskan och puckelryggen
- 1997 – Irma och Gerd (TV-serie)
- 2003 – Melodi för allt som kommer